# Ingemund den gamle
Ingemund den gamle Torsteinsson (Ingimundr inn gamli Þorsteinsson), död omkring 935, var en norsk viking från Romsdalen. Som ung for han flera gånger i västerled (vestrvíking) och härjade i England. Han var nära vän till kung Harald Hårfager och deltog på dennes sida i slaget i Hafrsfjorden 872. Senare blev han landnamsman på Island, där han upprättade ett godedöme i Vatnsdalur (”Sjödalen”) i nuvarande Norðurland vestra. Här blev hans släkt, ”vatnsdalingarna”, de förnämsta och rådande, och här lät han – med norskt timmer som han fått i gåva av kung Harald – bygga det största gudahus som då fanns på Island.
Ingemund levde till hög ålder, men blev som gammal blind. Då han sökte mäkla fred mellan sina söner och en trollkunnig inkräktare rörande fisket i älven Vatnsdalsá blev han – möjligen av våda – genomborrad av ett spjut. Han hjälptes hem och dog sittande i sitt högsäte.

## Släkt och familj
Ingemunds släktträd har sina djupaste rötter i norsk mytologi. Hans farfar var Ketill Raum, som var sonsons sonson till Jätte-Björn (Jǫtunbjǫrn), den förste hersen i Romsdal. Denne i sin tur var sonsons sonsons son till jätten Fornjot (Fornjótr). Ingemunds farmor hette Mjǫll och var dotter till den ryktbare Ån bågspännaren (Án bogsveigir), som har en egen fornaldarsaga. Ingemunds mor Tordis (Þórdís) var dotter till jarlen Ingemund i Götaland (Gautland). Efter slaget i Hafrsfjorden utsåg kung Harald den vackra Vigdis Toresdotter (Vigdís Þórisdóttir) till att bli Ingemunds hustru – om han gav sitt samtycke, vilket han gjorde ty han ville inte stöta sig med kungen. Hon var frillodotter till jarlen Tore den tyste (Þórir þegjandi), som var bror till Gånge-Rolf och halvbror till Torv-Einar, jarl på Orkneyöarna.
Med Vigdis hade Ingemund sönerna Torstein (Þorsteinn), Jökull, Tore (Þórir) och Högne (Hǫgni) samt döttrarna Tordis och Jorun (Jórunn). Med en ambátt hade han sonen Smed (Smiðr).

## Spådomen
De flesta stormän som lämnade Norge för Island var kungens besegrade fiender, som gick i landsflykt då deras odal konfiskerades. Att Ingemund gav sig av, trots sin vänskap med kungen, berodde på att en völva spått honom att detta var hans öde. Ingen kan kämpa mot ödet, förklarade hon för honom, och som bevis för att hennes ord var sanna berättade hon att en liten gudabild av silver, som han ägde, redan hade anträtt färden och nu var på Island. Det rörde sig om en Frejsbild som Ingemund hade fått i gåva av kung Harald efter slaget i Hafrsfjorden och som han brukade förvara i sin pung – han upptäckte nu att bilden var försvunnen.
Spådomen och den försvunna gudabilden lämnade honom ingen ro. Till sist bad han tre semsveinar (samiska schamaner) att utreda saken. De stängde in sig i ett hus och låg sedan tre dagar i trans medan deras hamnar utforskade Island. När de vaknade kunde de bekräfta att allt vad völvan sagt var sant. De hade själva sett bilden, men inte kunnat fånga den då den ständigt gled ur deras händer.
Ingemund förstod nu att det var Frejs vilja att han skulle ge sig av. Schamanerna beskrev utförligt färdvägen och hur trakten såg ut, där gudabilden låg och väntade. När Ingemund kom fram kunde han därför känna igen trakten efter deras beskrivning. På denna av ödet förutbestämda plats lät han bygga sin gård och ett gudahov, som var hundra fot långt, och när han grävde hålen för att sätta upp sina högsätesstolpar återfann han den förlorade Frejsbilden. Därför döpte han gården till Hov (Hof).

## Namngivning
Många platser på Nordlandet namngavs av Ingemund gamle. Några av namnen är självklara – som när en videbevuxen dal fick heta Víðidalur (”Videdalen”). Men ofta bestämdes namnen av tillfälligheter – som när en ilandfluten planka på en strandbank gav namnet Borðeyri (av borð, ”bräda”, och eyri, ”strandbank”, ”näs”). I samma okända fjord där man funnit plankan, såg man på stranden två hrútar (”gumsar”) och fjorden heter än i dag Hrútafjörður. Förmodligen var gumsarna förvildade, eftersom boskap strövade fritt och ibland kom på avvägar. Ingemund själv förlorade flera får (sauðir), men återfann dem senare i vad som allt sedan dess har kallats Sauðadalur (”Fårdalen”). Tio svin rymde också för honom  – de hittades efter lång tid i en dal som fick namnet Svínadalur. Då hade flocken vuxit till över etthundra. Man drev grisarna mot en sjö för att fånga dem, men galten försökte undkomma genom att hoppa i sjön, som nu heter Svínavatn.
En annan sjö fick namnet Húnavatn, eftersom Ingemund där på isen träffade på en isbjörnshona med två ungar (húnar). Björnungarna fångades och hamnade så småningom hos kung Harald Hårfager i Norge. Men namnelementet húna- visade sig vara ytterst produktivt. Från sjön spreds det till tinget Húnaþing och Húnavatnssýsla, och vidare till fjorden Húnafjörður och bukten Húnaflói. Ingemunds eget namn på Húnafjörður var Vatnafjörður, ”sjöarnas fjord”, efter de många sjöar (vatn) som ligger längs fjordens södra sträckning.